# Allobates olfersioides
Allobates olfersioides är en groddjursart som först beskrevs av Lutz 1925.  Allobates olfersioides ingår i släktet Allobates och familjen Aromobatidae. IUCN kategoriserar arten globalt som sårbar. Inga underarter finns listade i Catalogue of Life.